# Peter Cunnah
Peter Cunnah (Derry, 30 agosto 1966) è un cantante britannico di musica leggera.
Peter Cunnah è maggiormente conosciuto come cantante solista e compositore nel gruppo dance/pop D:Ream (inizialmente un duo, formato da Cunnah assieme al DJ, musicista e produttore Al Mackenzie.
Prima di formare i D:Ream, Cunnah è stato il chitarrista solista della band Tie The Boy. Dopo aver firmato un contratto con la Mother Records, il gruppo si trasferisce da Belfast a Londra, dove si scioglie però subito dopo, a causa di continue discussioni tra i membri. La band si ripropone successivamente come un duo, ricevendo un'accoglienza positiva nelle discoteche, ottenendo subito un contratto con una casa discografica, la Magnet Records, distribuita dalla major Warner Bros. Dopo lo scioglimento di un gruppo che, comunque, già consisteva in una "one man band", Peter Cunnah continuerà sia a produrre materiale da solista che a collaborare con altri artisti e gruppi, lavorando come compositore e produttore dietro le quinte. Nel 2001, conosce il cantante e musicista italiano Alex Baroni, collaborando al suo brano C'è di più del 2004, dove suona per lo più la chitarra. Tra le altre cose Peter è comparso come voce solista nel singolo Love on the Run di Chicane, del 2003, e ha collaborato alla realizzazione della musica per l'anime Inuyasha. Ha fatto ritorno agli spettacoli dal vivo con una nuova band, gli Shane.